# Geometridae
I Geometridi (Geometridae Leach, 1815) sono una famiglia di lepidotteri che comprende circa 21.000 specie, di cui poco più di 930 presenti in Europa. Si tratta della famiglia di lepidotteri più numerosa dopo le Erebidae. Sono diffuse in tutti i continenti e prediligono la foresta di latifoglie più o meno rada. Quasi tutte hanno attività notturna, ma alcune specie volano di giorno.

## Descrizione
Rispetto ad altre famiglie di farfalle notturne (come le Noctuidae) presentano un corpo più esile ed una superficie alare più ampia; di conseguenza il volo è più incerto e ondeggiante. L'apertura alare delle specie europee è compresa tra 8 e 60 mm. 

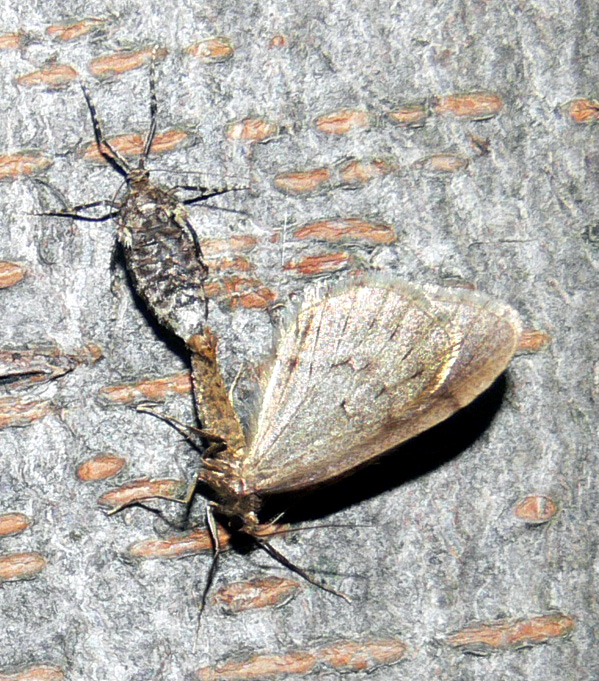
Accoppiamento tra un maschio alato e una femmina brachittera di Operophtera brumata

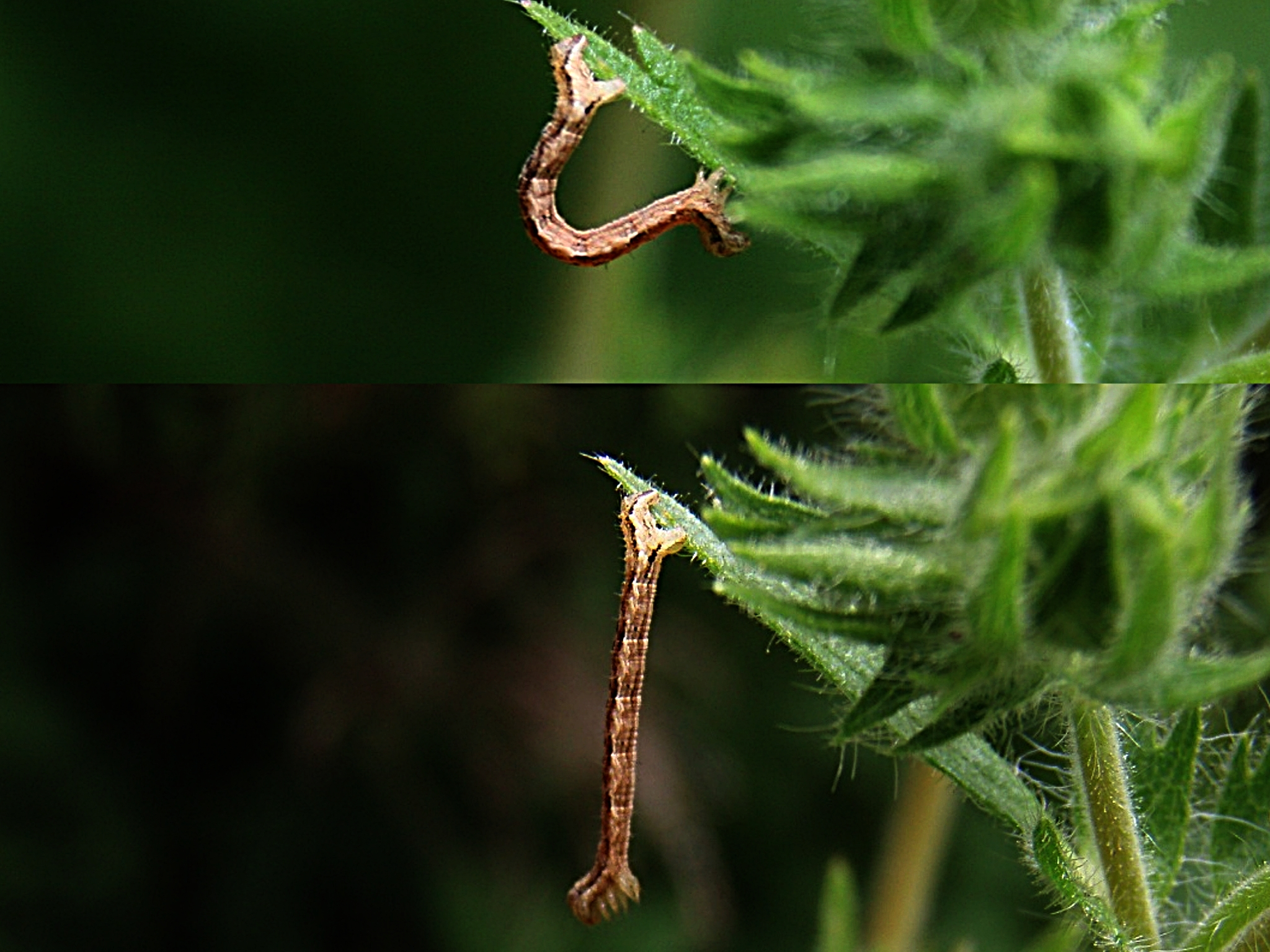
La caratteristica andatura a compasso di una larva di Geometridae

La maggior parte presenta disegno e colorazione criptici, adatti a mimetizzarsi  nell'ambiente, ma alcune, ad esempio quelle del genere Abraxas, hanno vivaci colorazioni aposematiche, per avvertire i predatori di possedere un sapore sgradevole. Eupithecia centaureata non viene predata perché confusa con gli escrementi bianchi e neri degli uccelli. Il dimorfismo sessuale  è in genere poco evidente, ma in certe specie la femmina presenta ali ridotte (femmina brachittera) o mancanti (femmina attera).
Gli adulti si distinguono tra l'altro per la presenza del frenulo nell'ala posteriore (un gruppo di setole che permette l'aggancio con l'ala anteriore) e di una coppia di organi timpanici nell'addome, uguali nei due sessi e simili come posizione a quelli della superfamiglia Pyraloidea, diversi però da questi ultimi come struttura.
La principale caratteristica che distingue questa famiglia è però la presenza nelle larve di due sole paia di pseudozampe (false zampe), nel sesto e nel nono+decimo segmento addominale. Di conseguenza i bruchi procedono con una caratteristica andatura "a compasso" e sembrano misurare il terreno. Da questo derivano i nomi comuni con cui vengono indicate le larve ("misurini") e le farfalle ("geometre").

## Tassonomia
La famiglia Geometridae è suddivisa in 9 sottofamiglie e numerose tribù:
- Archiearinae

16 specie mondiali suddivise in 6 generi. 4 specie in Europa. Presentano alcune caratteristiche primitive, ad esempio la presenza di un numero maggiore di pseudozampe nelle larve.
- Oenochrominae

Circa 300 specie diffuse esclusivamente in Australia, un genere anche nell'Asia sudorientale. 
- Ennominae

Oltre 9.800 specie distribuite in tutti i continenti. Circa 300 specie in Europa. Alcune specie hanno femmine attere o brachittere. Comprende anche specie a volo invernale ed altre specializzate in habitat di alta montagna (genere Glacies). Appartiene a questa sottofamiglia anche Biston betularia, probabilmente la specie di Geometride più conosciuta, essendo stata resa celebre dagli studi sulla selezione naturale: con l'avvento della rivoluzione industriale, in Inghilterra la sua forma melanica carbonaria ha progressivamente sostituito la forma nominale chiara perché si mimetizzava meglio sulle superfici annerite dalla fuliggine. Diverse Ennominae sono risultate talvolta dannose all'agricoltura: Abraxas grossulariata, Isturgia arenacearia, Phigalia pilosaria, Lycia hirtaria, Lycia florentina, Biston betularia, Erannis defoliaria e Bupalus piniaria.     
- Alsophilinae

26 specie suddivise in 4 generi, diffuse nelle regioni olartiche (Neartico e Paleartico). 2 specie in Europa e in Italia, entrambe con femmine attere; una vola tra la fine dell'inverno e l'inizio della primavera, l'altra in autunno-inverno. 
- Orthostixinae

17 specie suddivise in 4 generi, distribuite nella regione paleartica e nella regione indo-pacifica (Asia sudorientale). 1 specie in Europa, presente anche in Italia meridionale e Sicilia.
- Desmobathrinae

Circa 230 specie mondiali suddivise in 25 generi. 4 specie in Europa, 1 è presente anche in Italia meridionale e Sicilia. 
- Geometrinae

Circa 2.350 specie, distribuite in tutti i continenti, tra cui 32 specie in Europa, organizzate in una ampia varietà di Tribù tassonomiche  (come ad esempio gli Pseudoterpnini). La maggior parte presenta una colorazione verde molto caratteristica.
- Larentiinae

Circa 5.800 specie, distribuite in tutti i continenti. 390 specie in Europa, 127 appartengono al genere Eupithecia, costituito da farfalle di piccole dimensioni e dalla forma alare caratteristica, spesso difficili da distinguere l'una dall'altra. È la sottofamiglia più diffusa nei climi temperati e freddi. Operophtera brumata è talvolta dannosa ad alberi da frutto o di interesse forestale: i maschi volano in autunno avanzato, mentre le femmine sono brachittere. Le larve di alcune specie hawaiane del genere Eupithecia sono predatrici di Ditteri. 
- Sterrhinae

Circa 2.800 specie, distribuite in tutti i continenti. 188 specie in Europa, 106 appartengono al genere Idaea. Hanno in genere piccole dimensioni e livrea chiara con disegni a strie o puntini. Alcune specie indomalesi dei generi Zythos e Antitrygodes si nutrono delle secrezioni lacrimali e sudorifere del bestiame domestico e anche dell'uomo.

### Alcune specie

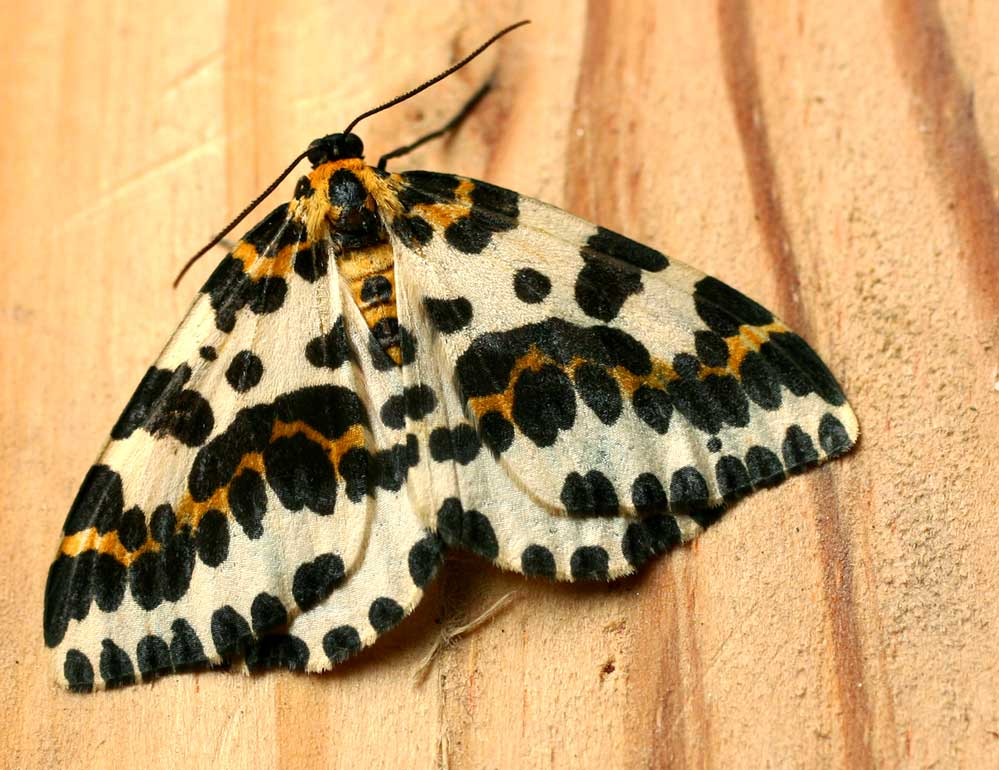
Abraxas grossulariata (Ennominae)
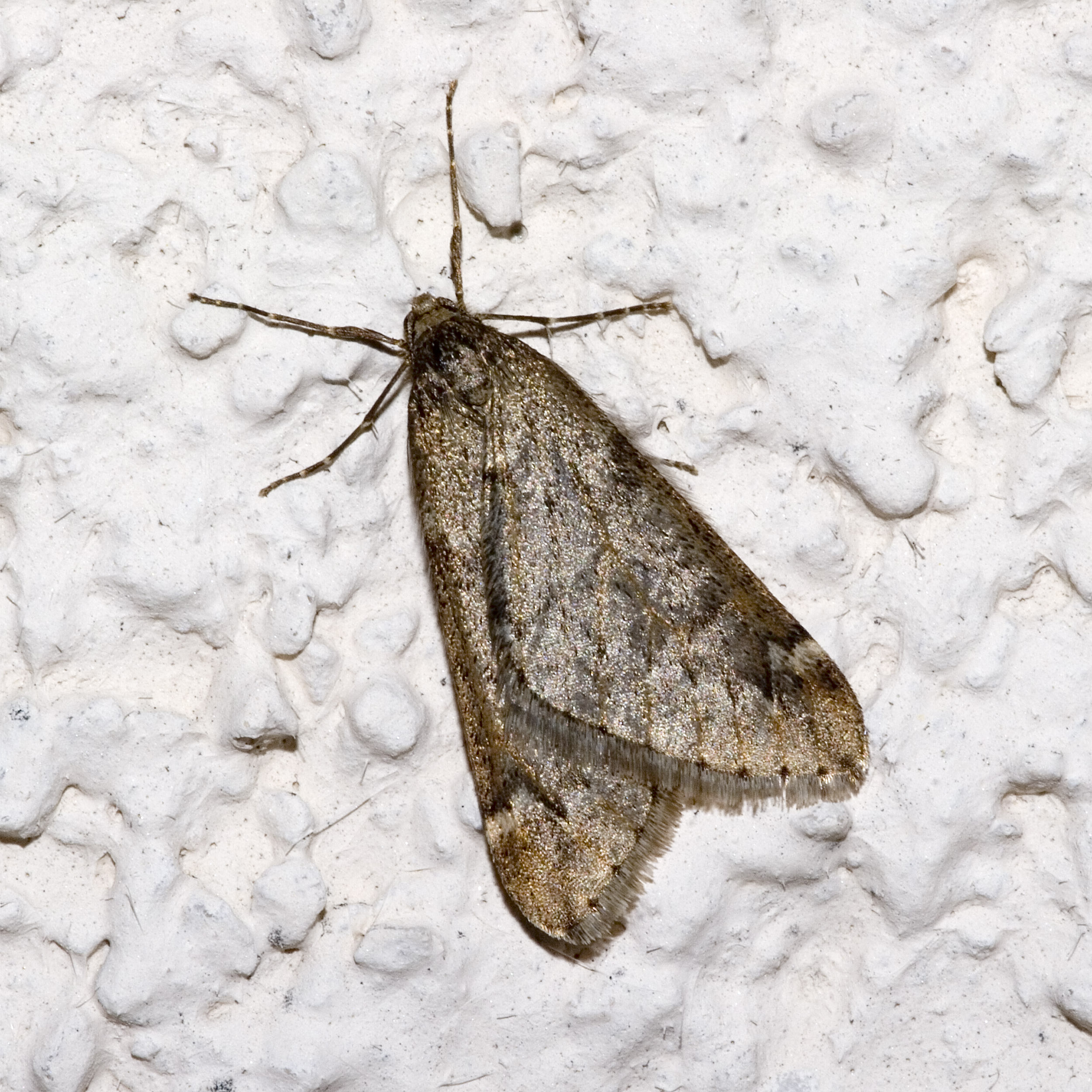
Alsophila aescularia (Alsophilinae)
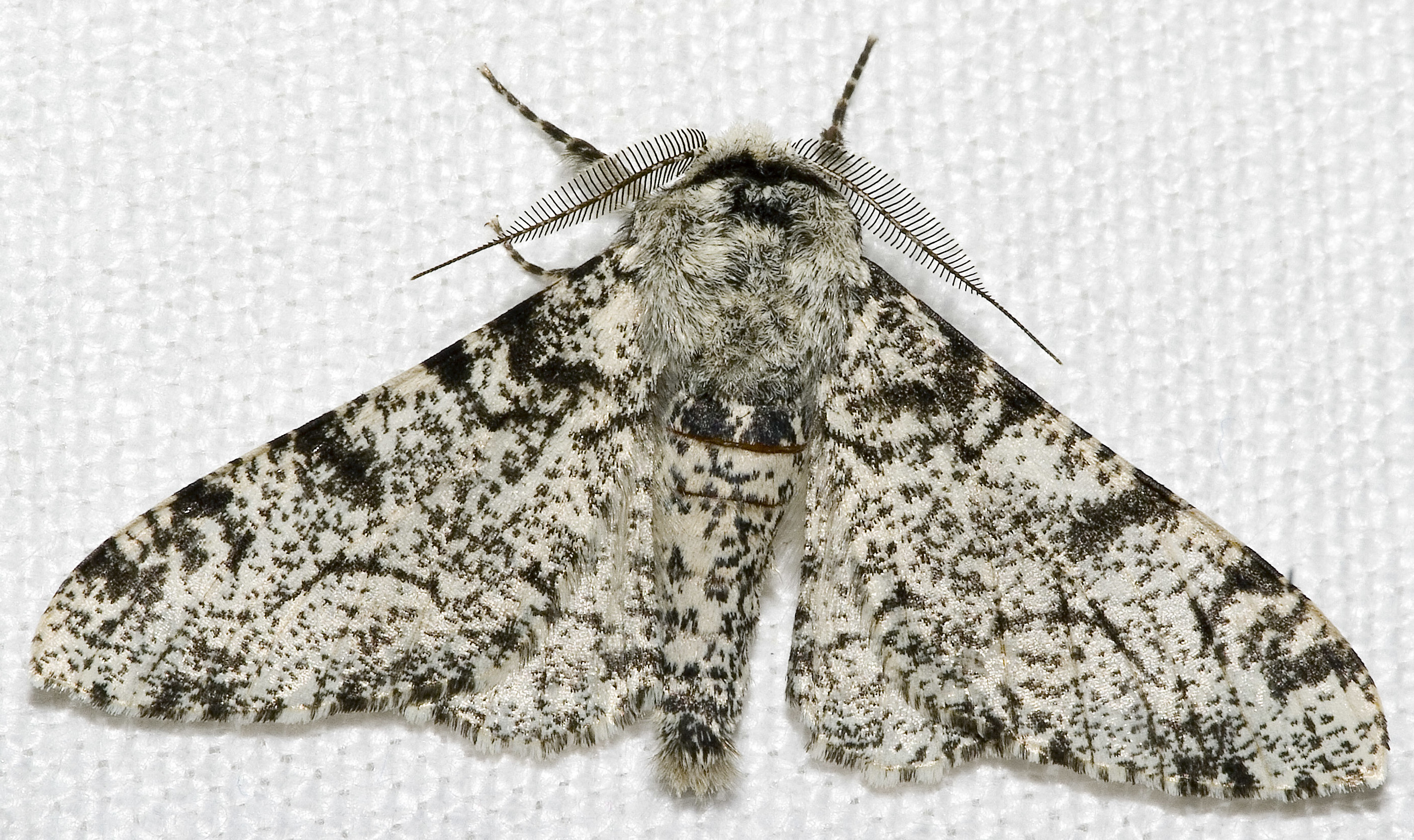
Biston betularia (Ennominae)
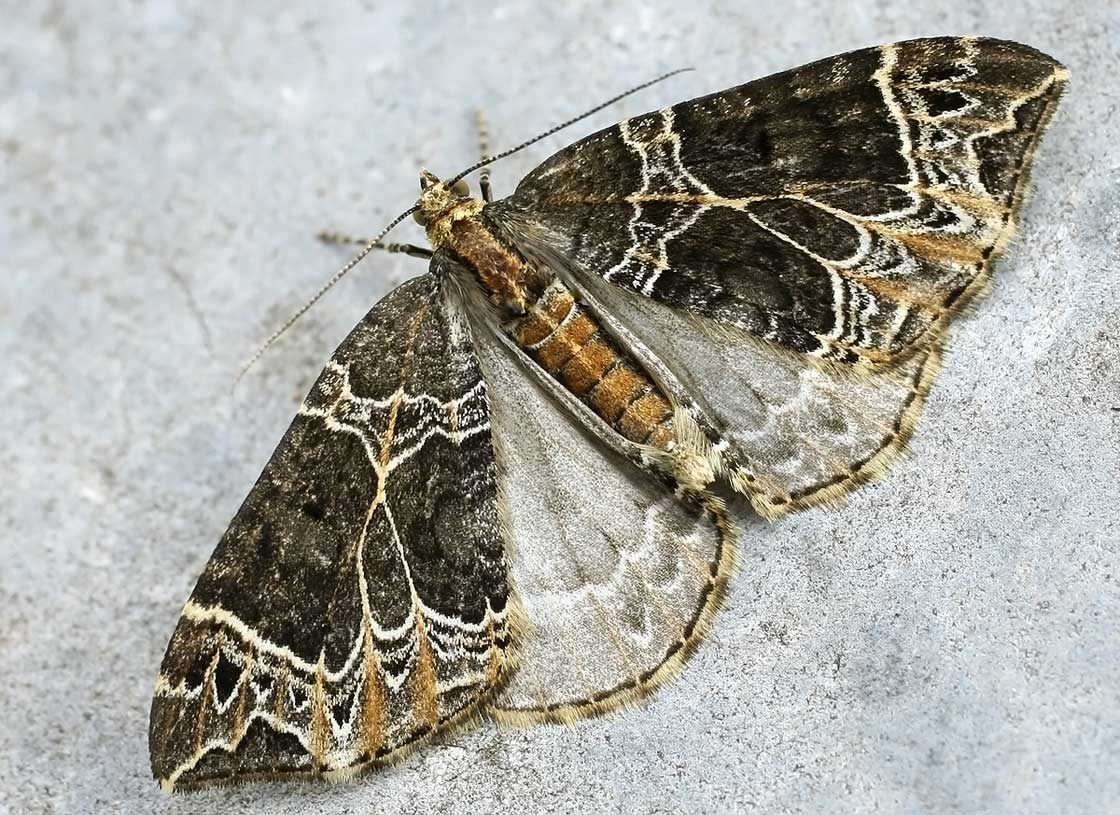
Ecliptopera silaceata (Larentiinae)
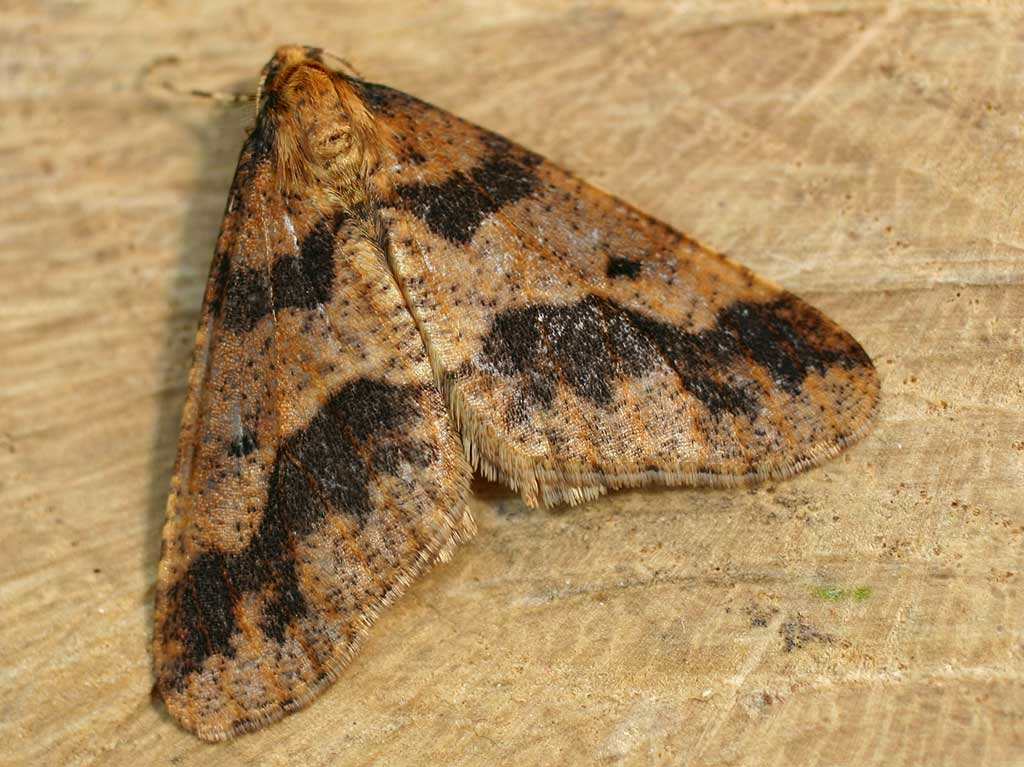
Erannis defoliaria (Ennominae)
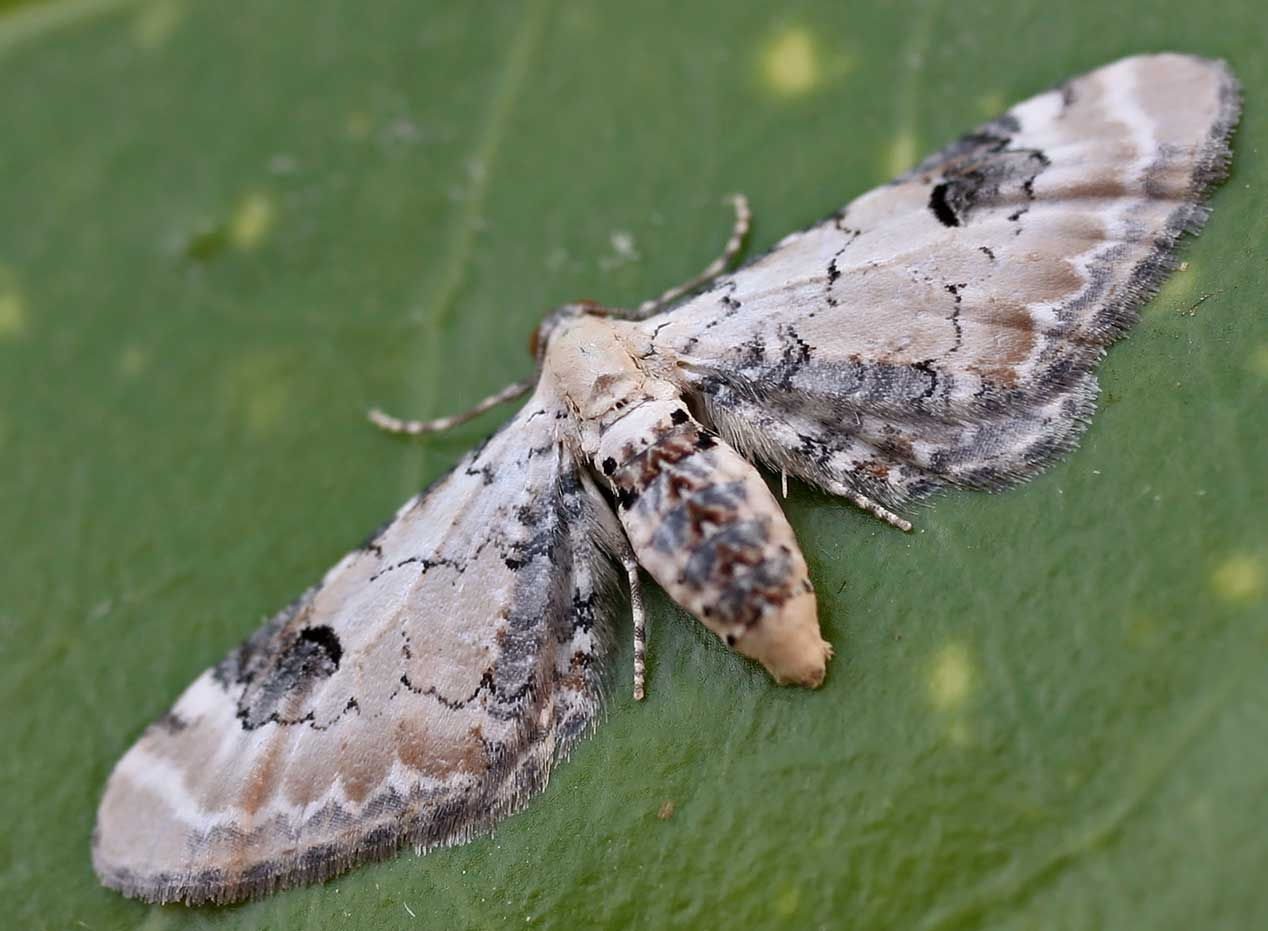
Eupithecia centaureata (Larentiinae)
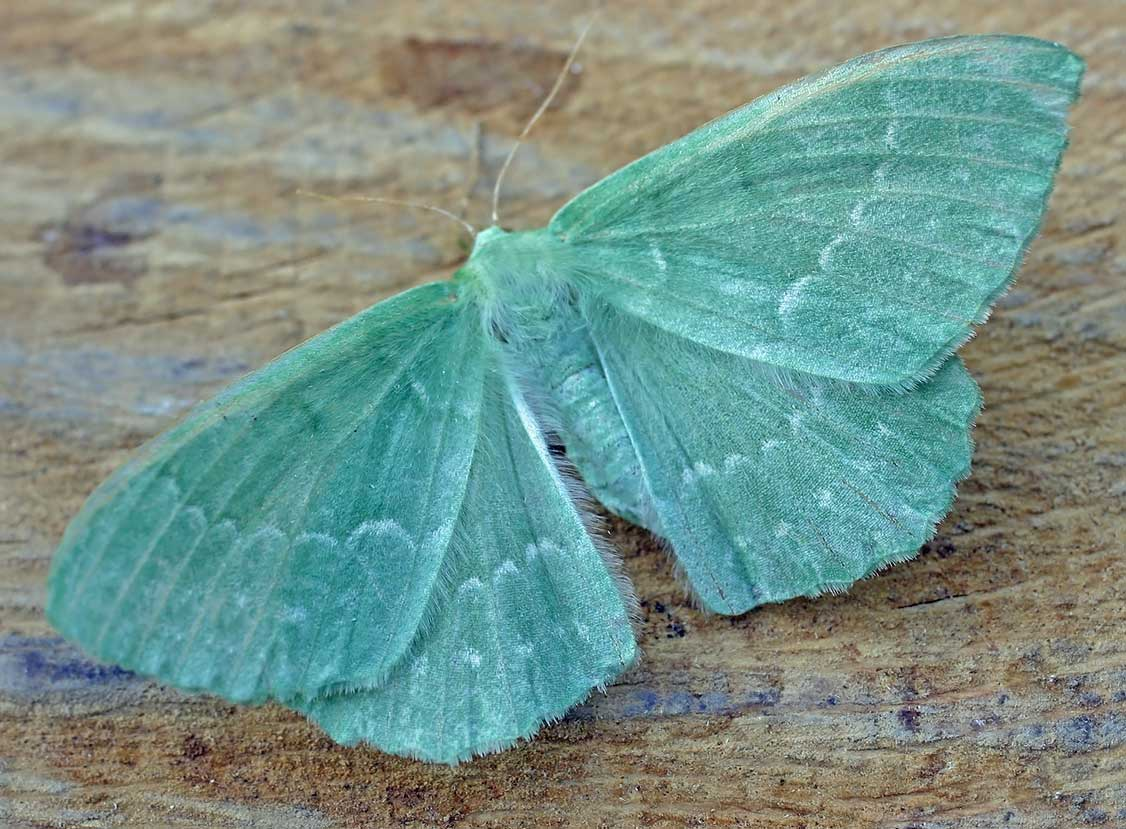
Geometra papilionaria (Geometrinae)
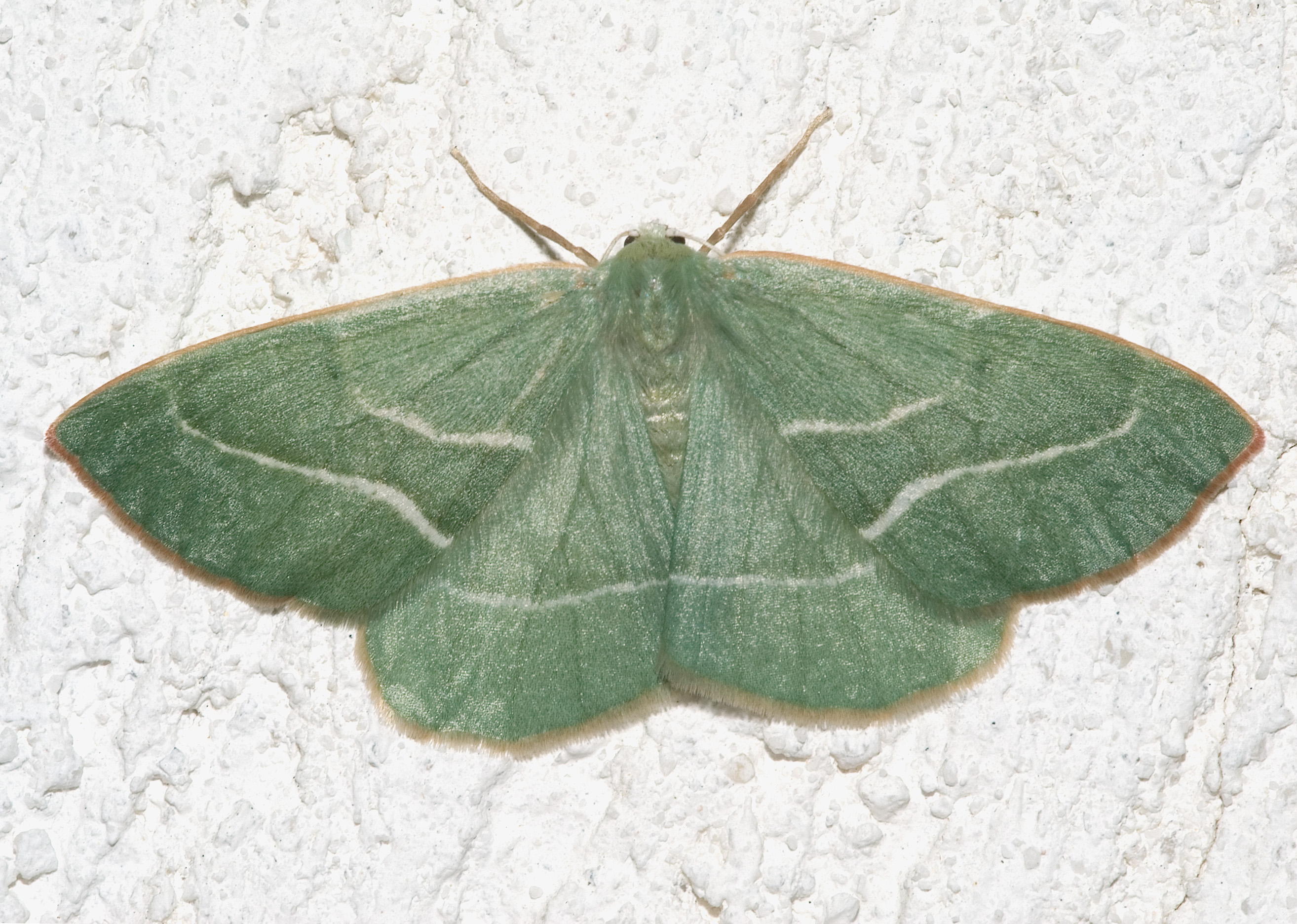
Hylaea fasciaria (Ennominae)
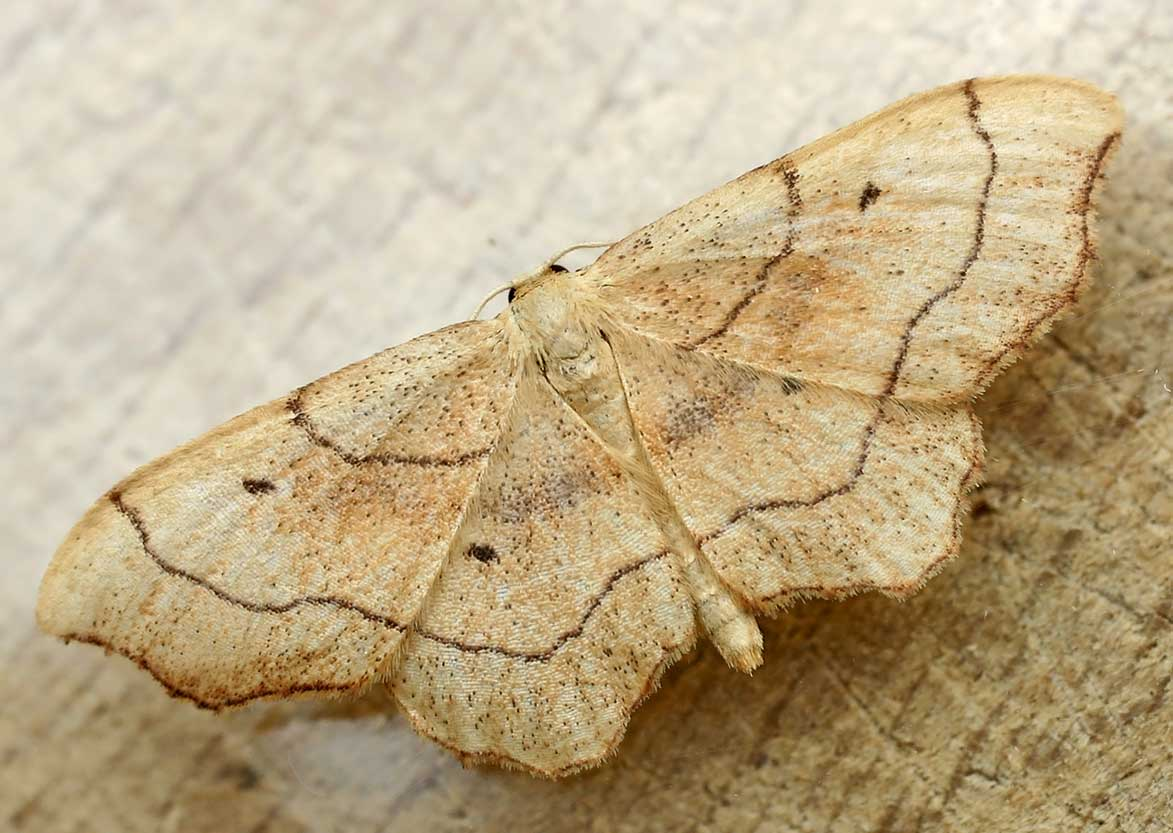
Idaea emarginata (Sterrhinae)
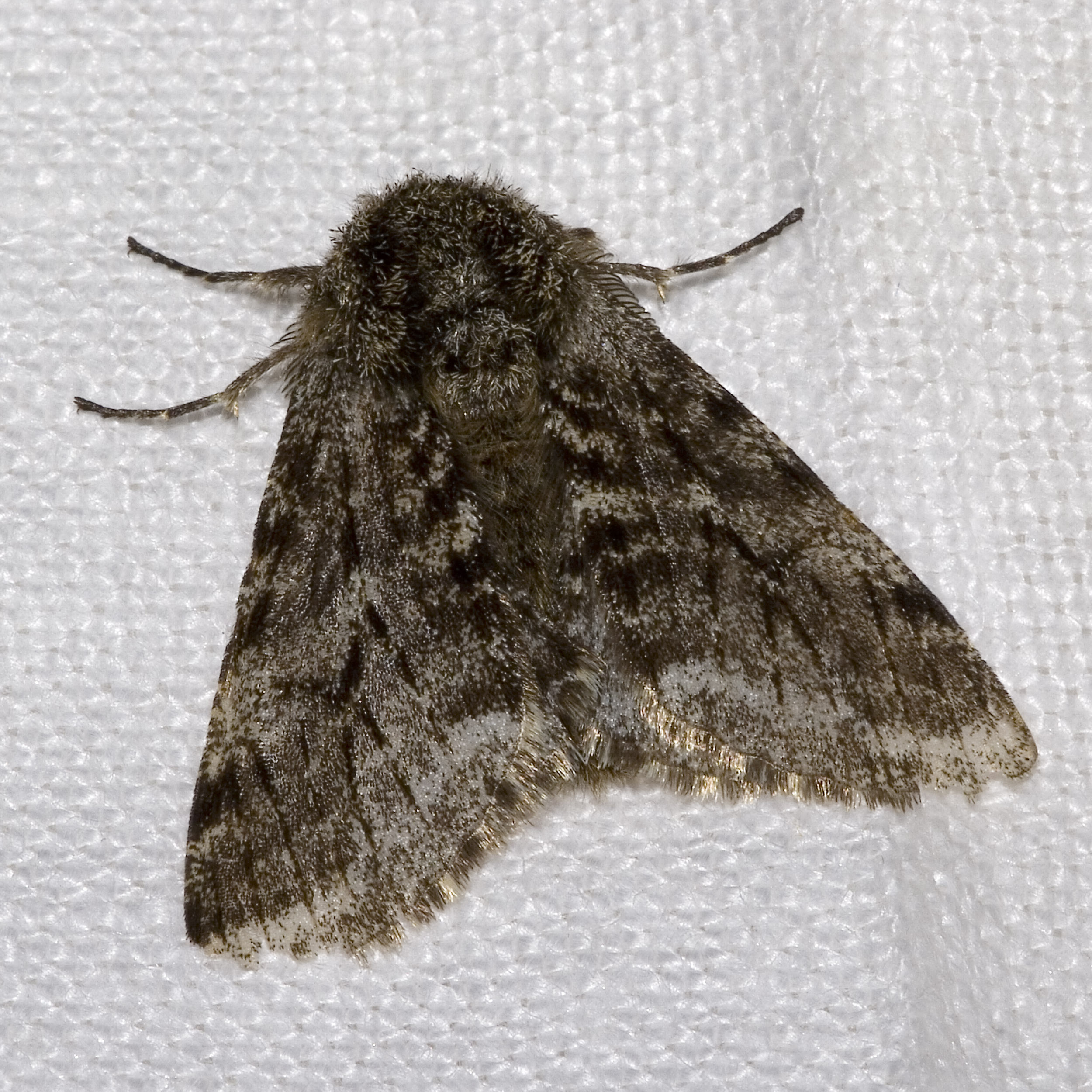
Lycia hirtaria (Ennominae)
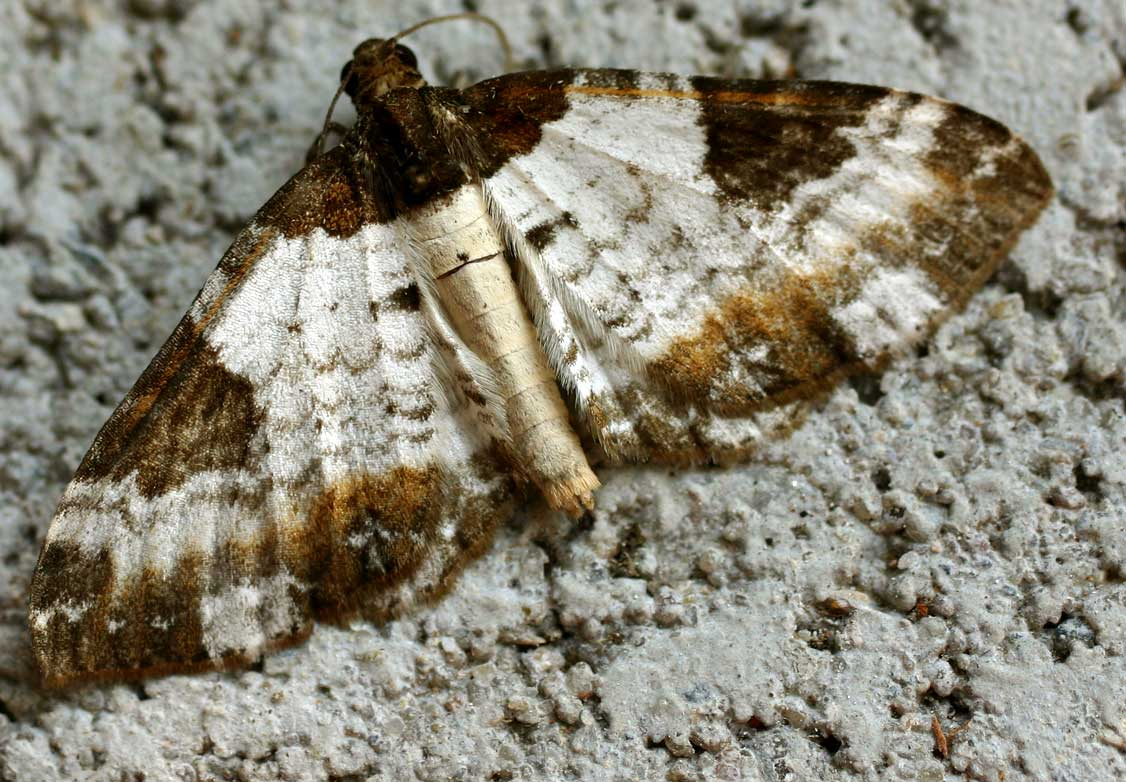
Melanthia procellata (Larentiinae)
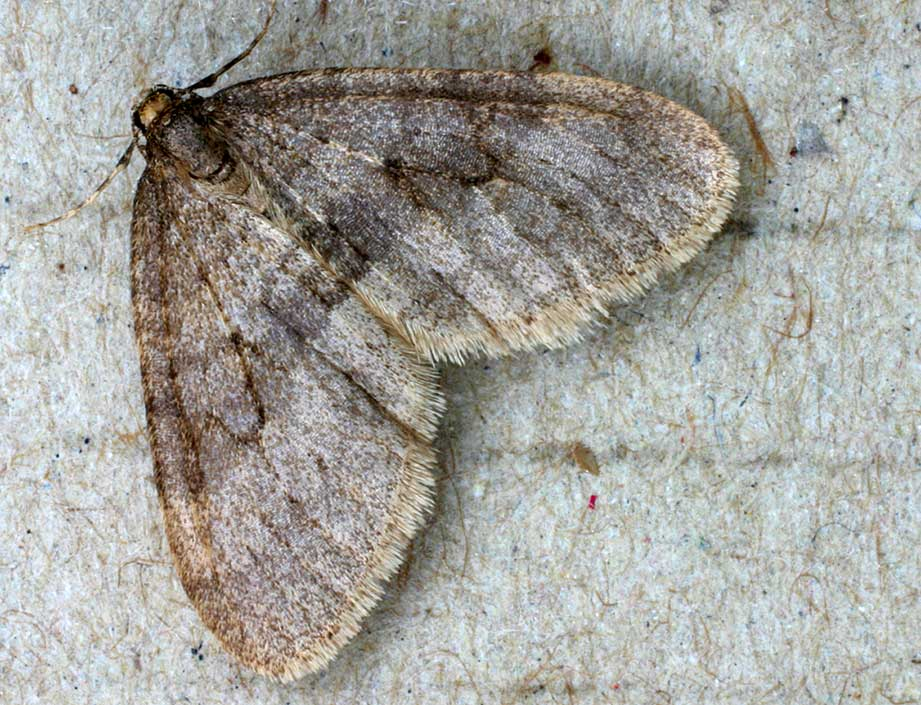
Operophtera brumata (Larentiinae)
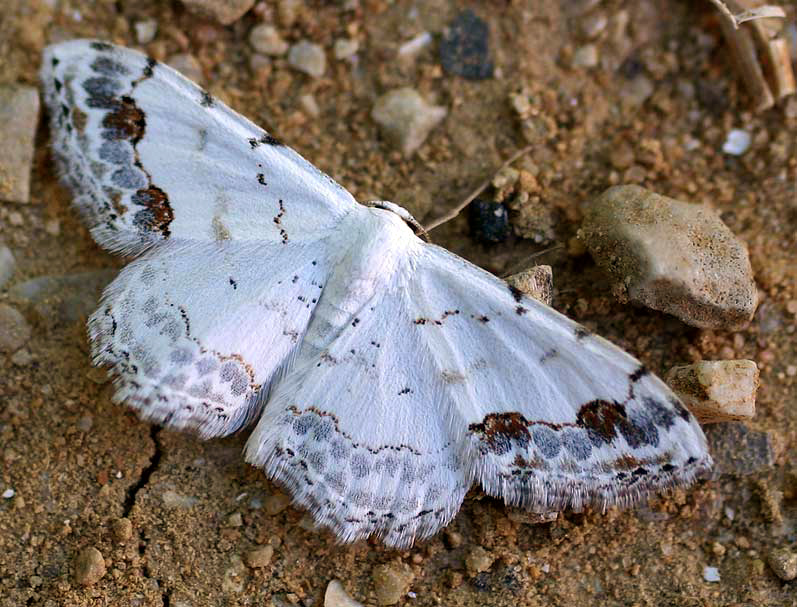
Scopula decorata (Sterrhinae)
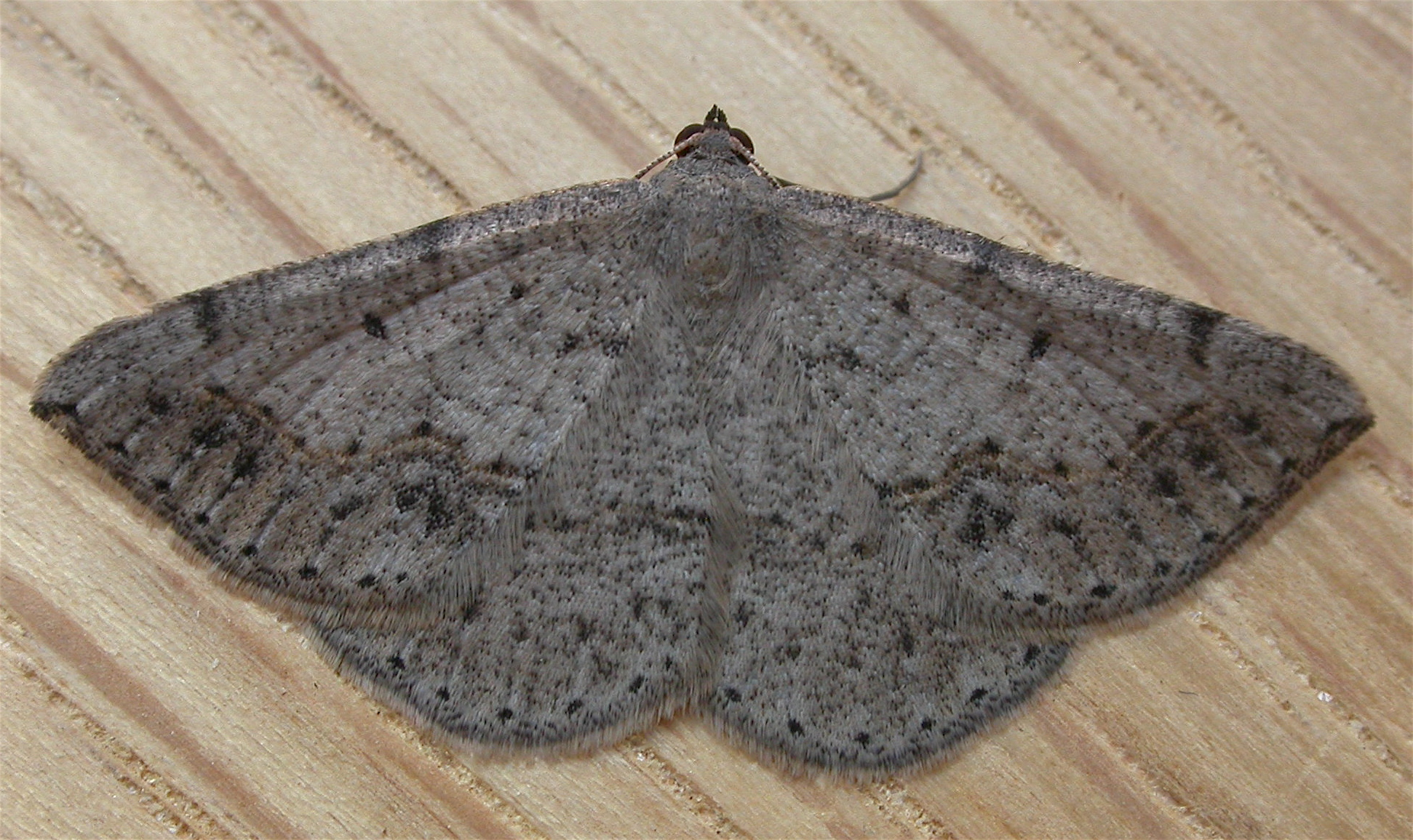
Taxeotis intextata (Oenochrominae)